# Dragan Džajić
Dragan Džajić (in serbo Драган Џајић?; Ub, 30 maggio 1946) è un ex calciatore jugoslavo, serbo dal 2006, di ruolo attaccante, vicecampione d'Europa con la nazionale jugoslava nel  1968.
Considerato uno dei più forti calciatori jugoslavi della storia, nel 1968 si classificò al terzo posto del Pallone d'oro alle spalle di George Best e Bobby Charlton. Nel mese di novembre del 2003, venne insignito del titolo onorifico di Golden Player della Serbia e Montenegro come miglior giocatore serbo e montenegrino dell'ultimo mezzo secolo (1954-2003).

## Caratteristiche tecniche
Ala sinistra pura, Dzajic era dotato di scatto, velocità, dribbling e tiro. In particolare era molto abile nel realizzare precisi cross, così come dei calci di punizione ad effetto.

## Carriera

### Club
Trascorse tutta la propria carriera agonistica nello Stella Rossa, con una breve parentesi di due stagioni al Bastia in Francia (1975-1977). Con la maglia biancorossa ha segnato 108 gol, a cui si aggiungono i 31 segnati in terra francese. Nel suo palmarès, invece, vanta cinque campionati di Jugoslavia (1964, 1968, 1969, 1970, 1973) e quattro Coppe di Jugoslavia (1964, 1968, 1970, 1971).

### Nazionale
All'età di 18 anni, Džajić venne convocato nella nazionale jugoslava, debuttando il 17 giugno 1964 contro la Romania. In seguito partecipò agli Europei del 1968, dove in veste di capocannoniere del torneo riuscì a trascinare la nazionale fino alla finale poi persa contro l'Italia. Partecipò anche ai Mondiali di calcio del 1974, per poi ritirarsi nel 1979 dalla nazionale con 23 gol in 85 partite.

## Dopo il ritiro
Appese le scarpette, i suoi studi in economia e commercio gli valsero l'ingresso nello staff dirigenziale della Stella Rossa, di cui divenne anche presidente. Nel 2004, ufficialmente a causa di problemi di salute, abbandonò tale carica. Nel febbraio 2008 fu arrestato assieme gli ex cestisti Vladimir Cvetković e Miloš Marinković per riciclaggio di denaro a vantaggio della criminalità.

## Palmarès

### Club

#### Competizioni nazionali
- Campionato jugoslavo: 5

Stella Rossa: 1963-1964, 1967-1968, 1968-1969, 1969-1970, 1972-1973
- Coppa di Jugoslavia: 4

Stella Rossa: 1964, 1968, 1970, 1971

#### Competizioni internazionali
- Coppa Mitropa: 1

Stella Rossa: 1967-1968

### Nazionale
- Giochi del Mediterraneo: 1

Izmir 1971

### Individuale
- Candidato al Dream Team del Pallone d'oro (2020)